# RFXAP
RFXAP‏ (Regulatory factor X associated protein) هوَ بروتين يُشَفر بواسطة جين RFXAP في الإنسان.